# محطة قطار بئر السبع – مركز
محطة قطار بئر السبع – مركز (بالعبرية: תחנת הרכבת באר שבע – מרכז) هي محطة قطار نهائية على خطوط السكك الحديدية الإسرائيلية تقع في مدينة بئر السبع جنوبي إسرائيل. افتتحت في 20 سبتمبر 2000 وهي واحدة من محطتي قطار في المدينة. حسب تقرير في عام 2019 بلغ عدد المسافرين (القادمين والمغادرين) في المحطة نحو 3,562,792 مسافر.

## تاريخ
افتتحت محطة بئر السبع – مركز في 20 سبتمبر 2000 وسرعان ما جذبت جمهورًا واسعًا من المسافرين بسبب موقعها في قلب المدينة وقربها من مراكز التسوق. منذ افتتاح هذه المحطة عام 2000 وحتى افتتاح محطة ديمونة عام 2005، كانت تعتبر محطة الركاب الواقعة في أقصى الجنوب لشبكة خطوط السكك الحديدية الإسرائيلية. وحتى اليوم لا تزال المحطة محطة نهائية لأن الرحلات إلى ديمونة تنطلق من محطة بئر السبع شمال / الجامعة التي تبعد نحو خمسة كيلومترات إلى الشمال.
في عام 2001 بسبب اكتظاظ المسافرين في القطارات المغادرة من المحطة، تقرر مضاعفة عدد القطارات المغادرة والقادمة إلى المحطة، بحيث كل ساعة يغادر قطار.
في يوليو 2012 بدأت شركة قطار إسرائيل بتشغيل قطارين في الساعة إلى الشمال خلال ساعات الذروة؛ قطار يتوقف في جميع المحطات على الخط ويتابع سفره إلى حيفا ونهارية، وقطار سريع يتوقف في عدد من المحطات مثل بئر السبع شمال، كريات غات، محطات تل أبيب وينهي سفره في محطة هرتسليا. تستغرق الرحلة على هذا القطار من بئر السبع مركز إلى تل أبيب ههاغاناه حوالي ساعة واحدة فقط.

## مبنى المحطة وخطط مستقبلية
حتى خمس سنوات من بناء المحطة كان فيها سكتي حديد بجوار رصيفين. في عام 2006 بدأ مشروع تطوير المحطة والذي شمل إضافة سكتي حديد بجوار رصيفين جديدين، توسعة الأرصفة، بناء مظلات فوق الأرصفة، وتركيب أبواب أتوماتيكية في المدخل. في عام 2011 تم الانتهاء من أعمال الأرصفة الإضافية وبدأت القطارات في دخولها أيضًا.
في احتفال رسمي أقيم في 27 أكتوبر 2014 بمشاركة رئيس البلدية روبيك دانيلوفيتش ومئات الشخصيات المرموقة افتتح ميدان ناوي على اسم إلياهو ناوي رئيس بلدية بئر السبع الثالث في الفترة 1963–1986. وهو مركز مواصلات جديد يربط بين محطة الحافلات المركزية ومحطة قطار بئر السبع – مركز.
في عام 2019 بدأ العمل على بناء رصيف خامس في المحطة. دُشِّنَ الرصيف عام 2022 بعد إتمام العمل فيه. وبفضل إضافة الرصيف الجديد،يُمكن استقبال قطارات إضافية في المحطة تكون قادرة على خدمة عدد أكبر من الركاب على مدار الساعة.

## خطوط
- خلال أغلب ساعات اليوم يغادر قطار إلى تل أبيب مرة كل ساعة، تتابع أغلب القطارات سفرها إلى نهاريا.
- خلال ساعات الذروة يغادر قطار إلى تل أبيب مرتين كل ساعة، ولا يتوقف إحداهما عند بعض المحطات على طول الخط.
- خلال أيام الأحد – الخميس تغادر 8 قطارات يوميًا باتجاه كرمئيل 4 صباحًا و4 مساءً مرورًا بمحطات تل أبيب وحيفا.

## معرض الصور

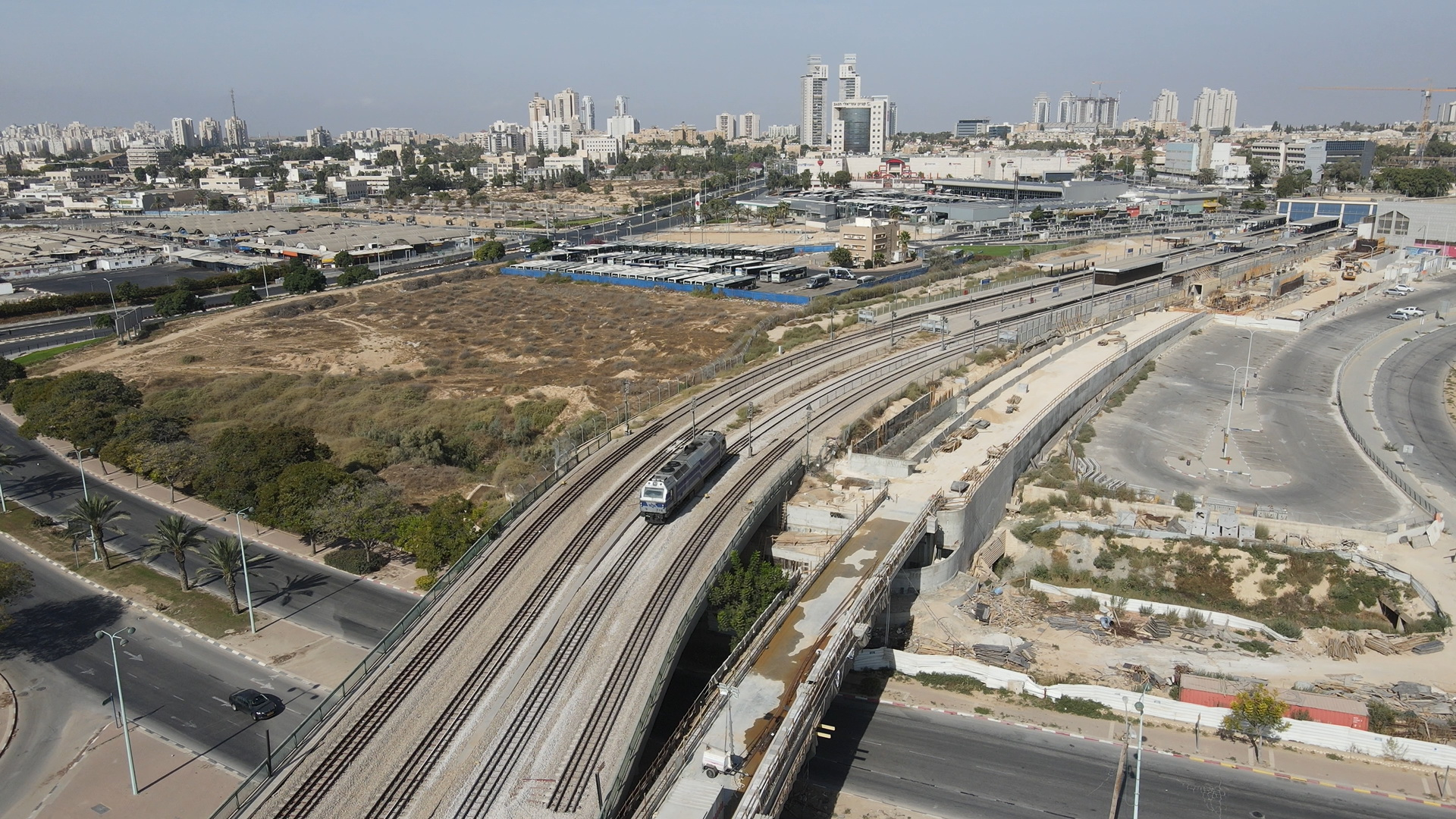
محطة قطار بئر السبع – مركز، أكتوبر 2020
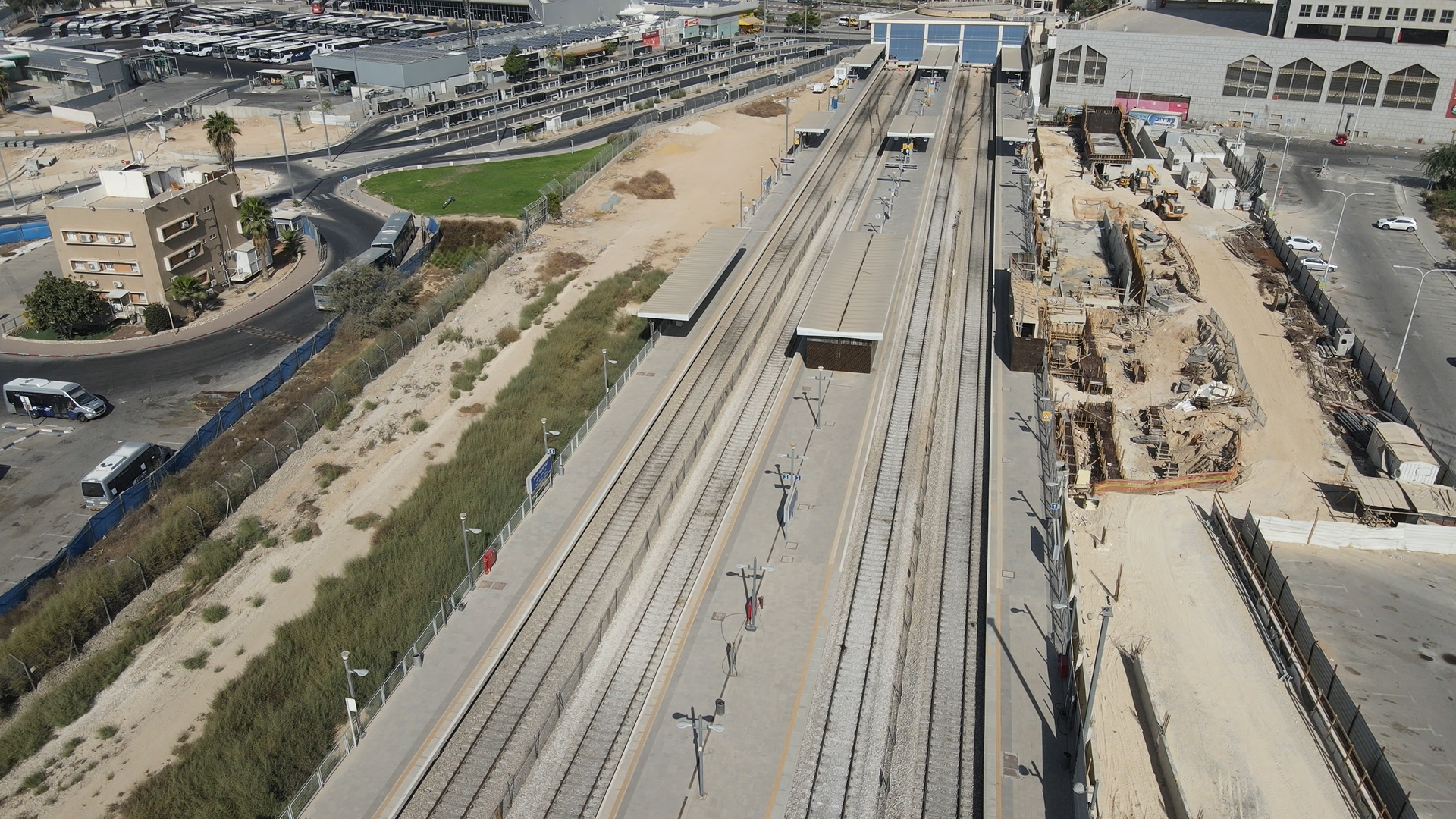
أرصفة محطة قطار بئر السبع – مركز، الرصيف الخامس قيد الإنشاء، أكتوبر 2020